# Hans-Göran Björk
Hans-Göran Björk, född 28 maj 1958 i Västerås, är en svensk programledare och författare. Han bor i Harbo, Heby kommun, där han driver det egna företaget HGB Konsult.

## Biografi
Björk växte upp i Leksand och Tällberg, där han tog intryck av byalagens stora betydelse för lokala beslut och gemenskap. Han avbröt sina gymnasiestudier efter kort tid och har som självlärd arbetat med grafisk produktion och journalistik. Via lokalradion i Kalmar och radio Blekinge hamnade han i Sveriges Radio P4 där han blev känd för att 1995 ha startat radioprogrammet Efter tolv, som han var programledare för fram till 2001.
På 90-talet blev Björk den första journalist som intervjuade Lisbeth Palme om Palmemordet. Hon ville dock inte medverka med sin röst i radio och därför spelades hennes svar in av en kvinnlig reporter på Sveriges Radio i Norrköping i en intervju som sändes den 16 april 1994.
Efter år 2000 har han arbetat huvudsakligen i det egna företaget, med inriktning på bevakning och granskning av finansjuridiska frågor.
Han är sakkunnig om den svenska finanskrisen på 1990-talet och har bland annat gjort en omfattande utredning om konkursen i Rederi AB Slite. Utredningen som tog två år resulterade i boken "Den ena den var vit... om konsten att sänka skepp".
Han har skrivit boken "Stanna Svensson", med samlade kolumner efter åren som samhällsskribent på den allkristna tidningen Trons Värld. År 2001 tog han initiativet till, och blev redaktör till boken "Möten med Gud", som är en samling brev från svenska folket om deras funderingar om Gud en helt vanlig dag i Sverige. Den utvalda dagen 7 februari uppmanades svenskarna att skriva om sin dag med Gud. Resultatet blev boken Möten med Gud som gavs ut den 7 februari 2002.
Han har medverkat i tidningen Världen idag som bland annat näringslivsredaktör sedan tidningens start fram till årsskiftet 2006/2007. I samband med detta startade han finansdebattidningen "Finans- och Kapitalmarknadsdebatt" som var ett led i ambitionerna att påverka beslutsfattare till mer gynnsamma banklagar och att stärka rättssäkerheten både för privatpersoner och småföretagare. Utgivningen upphörde efter ett år.
I januari 2010 kom han ut med boken "The Swedish Model and Financial Crises" skriven tillsammans med advokaten Jan Thörnhammar och professor Clas Wihlborg och några ytterligare internationellt kända professorer. Boken handlar om regeringens agerande i förra finanskrisen och bildandet av skräpbanken Securum som internationellt blivit känd som "Den svenska modellen". Boken är en del i det opinionsarbete han tillsammans med övriga författarna bedriver i syfte att banklagarna ska förändras att bli en trygghet också för bankkunderna.
Björk sitter med i fängelsestyrelsen för fängelset Shimo La Tewa i Mombasa, Kenya. Uppdraget är att ta fram ett Exit-program som ska hjälpa frigivna fångar tillbaka till ett normalt samhällsliv.
Med sin bi-firma Swedish NGO & Aid Consultancy är han aktiv i romernas situation och deltar i projekt för att hjälpa romer på plats i Rumänien i stället för att behöva åka till Sverige och tigga.